# پوهنپئی
پوهنپئی (نام پیشین پُناپه و آسونسیون) یک جزیره در جزایر سنیاوین بخشی از جزایر کارولین است که در ایالت پوهنپئی یکی از چهار ایالت کشور ایالات فدرال میکرونزی قرار دارد. بیشتر جمعیت آن در پالیکیر پایتخت کشور و کولونیا پایتخت ایالات پوهنپئی قرار دارند. جزیره پوهنپئی با ۳۴٬۰۰۰ نفر جمعیت پر جمعیت‌ترین، ۸۷۲ متر (۲٬۸۶۱ فوت) متر بلندی بلندترین، ۳۳۴ کیلومتر مربع (۱۲۹ مایل مربع) مساحت بزرگ‌ترین، و توسعه یافته‌ترین جزیره در ایالات فدرال میکرونزی است.

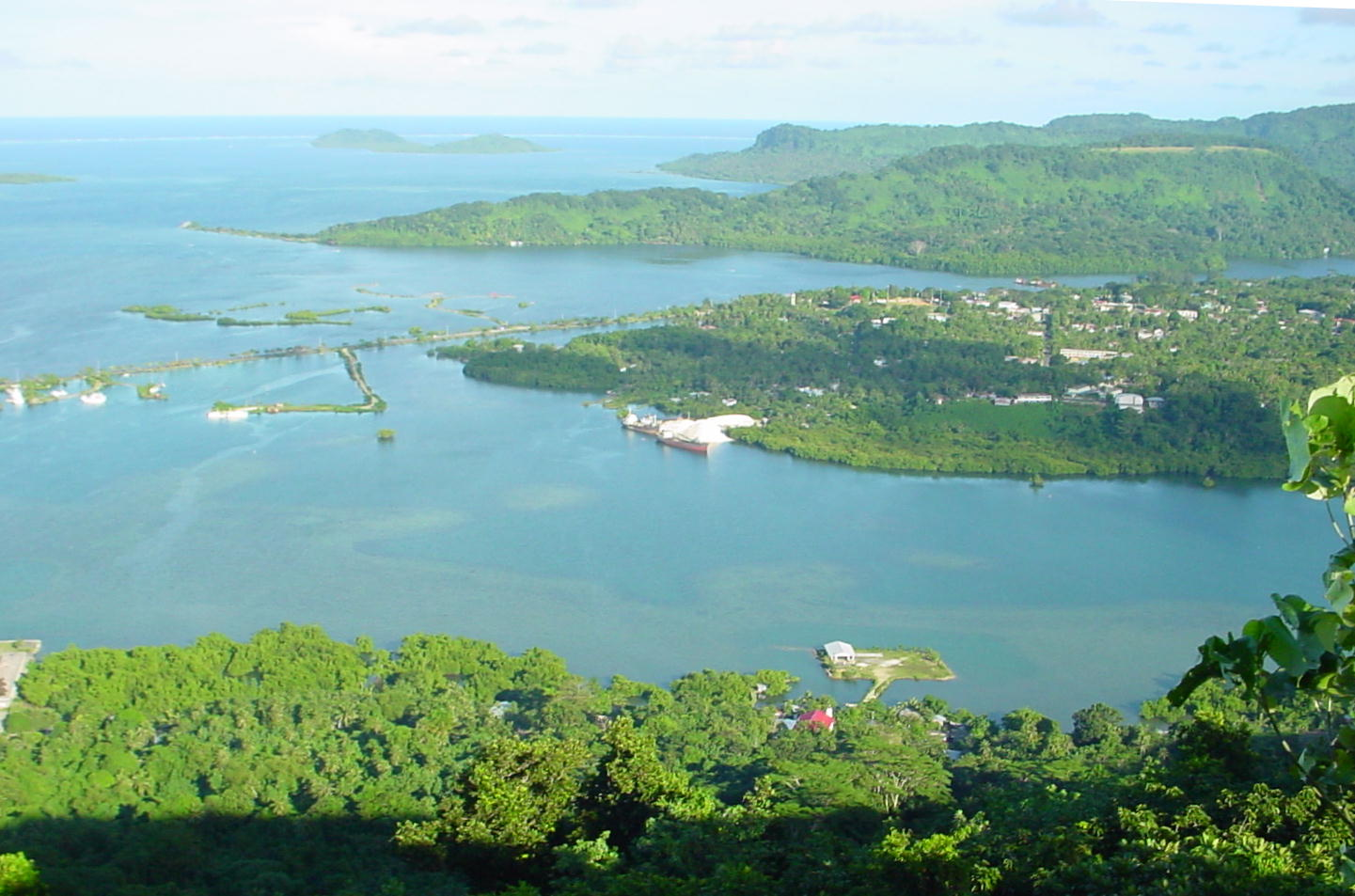
شهر کولونیا پایتخت ایالت پوهنپئی از دید منطقه شهرداری سوکس

## جغرافیا
بلندترین نقطه در پوهنپئی، کوه نانلائود با ۸۷۲ متر (۲٬۸۶۱ فوت) بلندی است.

## زیست‌شناسی
پوهنپئی گوناگونی زیستی زیادی دارد. درخت کارولینا تنها در پوهنپئی می‌روید. پرندگان بوم‌زادی چون لوریکیت پوهنپئی، دم‌بادبزنی پوهنپئی، مگس‌خوار پوهنپئی، و چشم‌سفید نوک‌دراز در این منطقه‌های بلند جزیره زندگی می‌کنند. به نظر می‌رسد که در سال‌های اخیر، گونه سار پوهنپئی منقرض شده است.

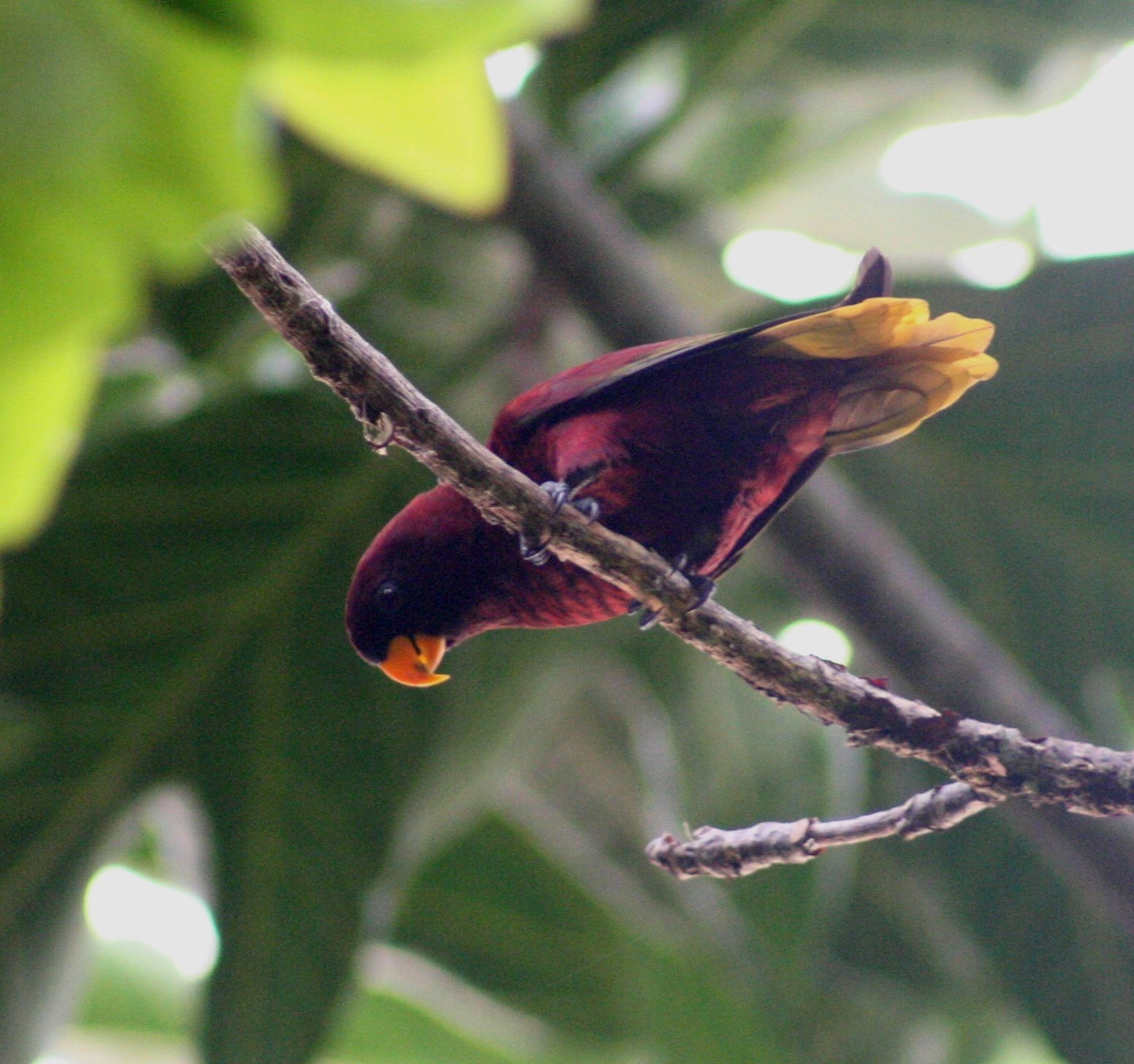
لوریکیت پوناپی گونه پرنده ویژه جزیره پوهنپئی

تنها خزندگان موجود، چند گونه مارمولک هستند. پستانداران بومی، موش، خفاش، و سگ هستند. خوک به دست انسان وارد پوهنپئی شد که امروزه برخی از آنها به صورت وحشی زندگی می‌کنند. آلمانی‌ها گوزن را به پوهنپئی وارد کردند. تالاب داخلی، پر از ماهی، نرم‌تنان، لاک‌پشت، و دیگر گونه‌های دریایی است.

## آب و هوا
بر پایه سامانه طبقه‌بندی اقلیمی کوپن، پوهنپئی اقلیم جنگل‌های بارانی دارد. با بیش از ۷٬۶۰۰ میلیمتر (۳۰۰ اینچ) بارش در نقاط ساحلی و ۴٬۷۷۵ میلیمتر (۱۸۸٫۰ اینچ) بارش در منطقه‌های شهری، پوهنپئی پرباران‌ترین مکان در جهان است.
| داده‌های اقلیم پوهنپئی   | داده‌های اقلیم پوهنپئی | داده‌های اقلیم پوهنپئی | داده‌های اقلیم پوهنپئی | داده‌های اقلیم پوهنپئی | داده‌های اقلیم پوهنپئی | داده‌های اقلیم پوهنپئی | داده‌های اقلیم پوهنپئی | داده‌های اقلیم پوهنپئی | داده‌های اقلیم پوهنپئی | داده‌های اقلیم پوهنپئی | داده‌های اقلیم پوهنپئی | داده‌های اقلیم پوهنپئی | داده‌های اقلیم پوهنپئی |
| ماه                     | ژانویه                | فوریه                 | مارس                  | آوریل                 | مه                    | ژوئن                  | ژوئیه                 | اوت                   | سپتامبر               | اکتبر                 | نوامبر                | دسامبر                | سال                   |
| ----------------------- | --------------------- | --------------------- | --------------------- | --------------------- | --------------------- | --------------------- | --------------------- | --------------------- | --------------------- | --------------------- | --------------------- | --------------------- | --------------------- |
| میانگین بیش‌ترین °C (°F) | ۳۰ (۸۶)               | ۳۰ (۸۶)               | ۳۰ (۸۶)               | ۳۰ (۸۶)               | ۳۰ (۸۶)               | ۳۰ (۸۶)               | ۳۰ (۸۶)               | ۳۱ (۸۷)               | ۳۱ (۸۷)               | ۳۱ (۸۷)               | ۳۱ (۸۷)               | ۳۰ (۸۶)               | ۳۰ (۸۶)               |
| میانگین کم‌ترین °C (°F)  | ۲۳ (۷۳)               | ۲۴ (۷۵)               | ۲۴ (۷۵)               | ۲۳ (۷۳)               | ۲۳ (۷۳)               | ۲۳ (۷۳)               | ۲۲ (۷۱)               | ۲۲ (۷۱)               | ۲۲ (۷۱)               | ۲۲ (۷۱)               | ۲۳ (۷۳)               | ۲۳ (۷۳)               | ۲۲ (۷۱)               |
| بارندگی میلی‌متر (اینچ)  | ۳۱۰ (۱۲٫۱)            | ۲۶۰ (۱۰٫۲)            | ۳۶۰ (۱۴)              | ۴۵۰ (۱۷٫۶)            | ۴۹۰ (۱۹٫۴)            | ۴۲۰ (۱۶٫۶)            | ۴۴۰ (۱۷٫۲)            | ۴۱۰ (۱۶٫۳)            | ۴۰۰ (۱۵٫۹)            | ۴۱۰ (۱۶٫۲)            | ۴۰۰ (۱۵٫۹)            | ۴۲۰ (۱۶٫۷)            | ۴٬۷۷۰ (۱۸۷٫۸)         |
| منبع: Weatherbase       |                       |                       |                       |                       |                       |                       |                       |                       |                       |                       |                       |                       |                       |

## تاریخ
| دسته‌بندی کلی تاریخ پوهنپئی    |                 |
| دوره                          | سال (میلادی)    |
| بومیان                        | پیش از ۱۸۲۵     |
| پیش از استعمار اسپانیا        | ۱۸۲۵ تا ۱۸۸۶    |
| امپراتوری استعماری اسپانیا    | ۱۸۸۶ تا ۱۸۹۹    |
| امپراتوری استعماری آلمان      | ۱۸۹۹ تا ۱۹۱۴    |
| امپراتوری استعماری ژاپن       | ۱۹۱۴ تا ۱۹۴۵    |
| ایالات متحده آمریکا           | ۱۹۴۵ تا ۱۹۸۶    |
| استقلال ایالات فدرال میکرونزی | از ۱۹۸۶ تا کنون |

### دوران پیش از استعمار
نخستین ساکنان پوهنپئی به احتمال زیاد مردمی با فرهنگ لاپیتا از جنوب خاور جزایر سلیمان یا مجمع‌الجزایر وانواتو بوده‌اند. تاریخ پیش از استعمار پوناپی به سه دوره تقسیم می‌شود که ۱) مواِهین کاوا یا مواِهین آراماس: دوره ورود بومیان و ساخت جامعه تا پیش از ۱۱۰۰ پس از میلاد ۲) مووِهین سادولور (دوره دودمان سادولور) بین ۱۱۰۰ تا ۱۶۲۸ میلادی و ۳) مووِهین نانموارکی (دودمان نانموارکی یا رئیس قبیله) از ۱۶۲۸ تا ۱۸۸۵ میلادی هستند. افسانه‌های بومیان پوناپی می‌گویند که فرمانروایان سالودور نخستین کسانی بودند که از خارج، ساختار دولت را به پوناپی آوردند. با افزایش سرکوبگری در طی چند نسل، نوعی قانون مطلق متمرکز سادولور در افسانه‌های پوناپی حاکم شد. خواسته‌های دلخواهانه و خودسرانه مانند شهرت برای انجام مجازات خدایان پوناپی باعث خشم مردم پوناپی شد. دودمان سادولور با یورش دومان ایزوکلکل پایان یافت. ایزوکلکل‌ها دیگر بیگانگان نیمه افسانه‌ای بودند که قوانین سالودور را با سامانه قوانین نامتمرکز رئیس قبیله‌ای جایگزین کردند که تا امروز ادامه دارد.
جامعه تاریخی پوهنپئی به شدت طبقاتی بوده و به پنج قبیله، گروه و زیرگروه گوناگون تقسیم می‌شد. هر قبیله توسط دو رئیس و جامعه بر پایه سامانه ارباب‌رعیتی اداره می‌شد؛ بنابراین همه زمین‌ها متعلق به رئیس بود که به‌طور مرتب خراج می‌گرفت و فرمانروای بی چون و چرا بود. تنبیه، شامل مجازات مرگ یا تبعید می‌شد. در جنگ‌های قبیله‌ای کارهایی چون غارت، آتش‌زدن خانه‌ها و کانو، و کشتن زندانیان انجام می‌شد. براوردهای انجام شده از جمعیت پوهنپئی در دوران پیش از ورود اسپانیایی‌ها نامطمئن پنداشته می‌شوند.

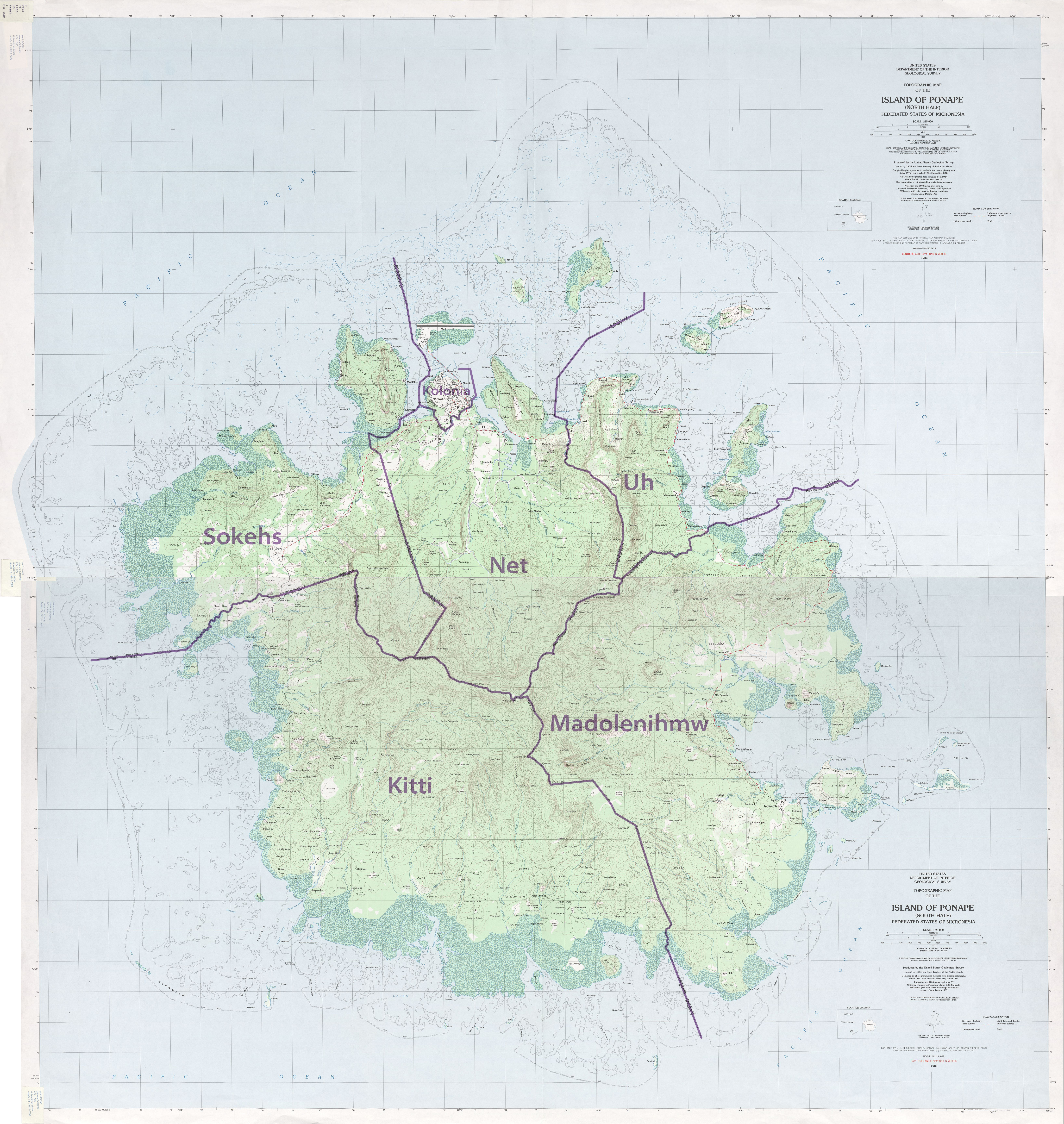
دسته‌بندی منطقه‌های شهرداری جزیره پوهنپئی بر پایه مرز قومیت‌ها

### ورود نخستین اروپاییان
نخستین اروپایی وارد شده به پوهنپئی آلوارو د ساویدرا بود که در ۱۴ سپتامبر ۱۵۲۹ (مدت کوتاهی پیش از مرگ خود) به پوهنپئی وارد شد. او در حال بازگشت به اسپانیای نو بود. او این جزیره را «سن بارتولومه» و به همراه دیگر جزیره‌های نزدیک «لُس پینتادُس» (به معنی «رنگ شده‌ها» در زبان اسپانیایی) نامید؛ زیرا بومیان پوهنپئی بدن‌های خود را خال‌کوبی می‌کردند. پس از آن ناوبر پرتغالی «پدرو فرناندز دی کیروس» سوار بر کشتی اسپانیایی «سن جرونیمو» در ۲۳ دسامبر ۱۵۹۵ به پوهنپئی وارد شد. اما تلاشی برای توقف نکرد. بازدید کننده دیگری که برای او مستندات محکمی وجود دارد یک استرالیایی به نام «جان هنری روو» سوار بر کشتی «جان بول» بود که در ۱۰ سپتامبر ۱۸۲۵ به پوهنپئی وارد شد اما نتوانست در جزیره، پیاده شود؛ زیرا کانوهای بومیان، آنها را دنبال می‌کردند. نخستین شرح مفصل از ویژگی‌های جزیره و بومیان آن توسط کاشف روس «فیودور لیتکه» سوار بر کشتی «سنویان» داده شد. او گروه جزیره‌های پوهنپئی را «آنت و پاکین» نامید. بین ۱۴ تا ۱۹ ژانویه ۱۸۲۸ کشتی او تلاش کرد تا در پوهنپئی پهلو بگیرد. اما به دلیل رفتار خشن بومیان نتوانست. در مقابل، برخی بومی‌ها به کشتی آمده و با آنها رابطه بازرگانی برقرار کردند. در نتیجه آن واژه‌های مشترکی ساخته شده و نقشه‌ای نیز تهیه شد. اِف. اِچ. فُن کیتلیتس یکی از همراه لیتکه گزارش بیشتری دربارهٔ موارد دیگر مانند ویرانه‌های دریایی نان مدال داده است. این گزارش به همراه دو گزارش دیگر، نخستین مستندات محکم دربارهٔ پوهنپئی هستند. مشخص نیست که بازدیدکننده بعدی چه کسی بوده است. اگرچه کاپیتان «جِی. اِچ. ایگِلِستُن» سوار بر کشتی «پِرو» در سوم ژانویه ۱۸۳۲ به پوهنپئی وارد شد و آن را «جزیره معراج» نامید، اما «ریزِنبِرگ» دربارهٔ اینکه چه کسی نخستین بار پوهنپئی را «جزیره معراج» نامید ابراز تردید می‌کند. در هر صورت این نام تا هنگامی که اسپانیایی‌ها پوهنپئی را مستعمره خود اعلام کنند بر آن باقی ماند.

فیودور لیتکه کاشف روس و نخستین اروپایی که با بومیان پوهنپئی رابطه برقرار کرد.

### بدرفتاران و مبلغان مذهبی
پس از استقرار اسپانیایی‌ها شکار نهنگ و بازرگانی، گسترش پیدا کردند. کوتاه مدتی بعد، مستعمره بزرگی از ولگردها، محکومین فراری، و مسافران کشتی‌ها در پوهنپئی برپا شد. بر پایه گزارش‌های کشتی سوئدی «یوجین» این افراد، بسیار بدرفتار و بدطینت بودند. نخستین مبلغ مذهبی در پوهنپئی «پدر لوئیس دزی مایگر» یک کشیش کاتولیک رومی بود. او از هونولولو با قایق دودکله «نوتر دام دو په» در دسامبر ۱۸۳۷ حرکت کرد. اما پس از هفت ماه، در تلاش برای رسیدن به پوهنپئی ناموفق بود. سرانجام در ۲۹ ژوئیه ۱۸۳۸ از والپارایسو شیلی به پوهنپئی رسید. در گروه همراهان او چندین نفر از مردم منگروان و تاهیتی بودند. برخی از آنان در پوهنپئی ماندند و از خود نسل‌هایی باقی گذاشتند. ده سال پس از آن، مایگر به عنوان اسقف هونولولو به پادشاهی هاوایی بازگشت. در ۱۸۵۲ گروهی از مبلغان مذهبی نیو انگلند در پوهنپئی مستقر شدند. نامه‌ها و گزارش‌های آنها اطلاعات مهمی دربارهٔ جزیره می‌دهند. این نامه‌ها و گزارش‌ها در دانشگاه هاروارد نگهداری می‌شوند.

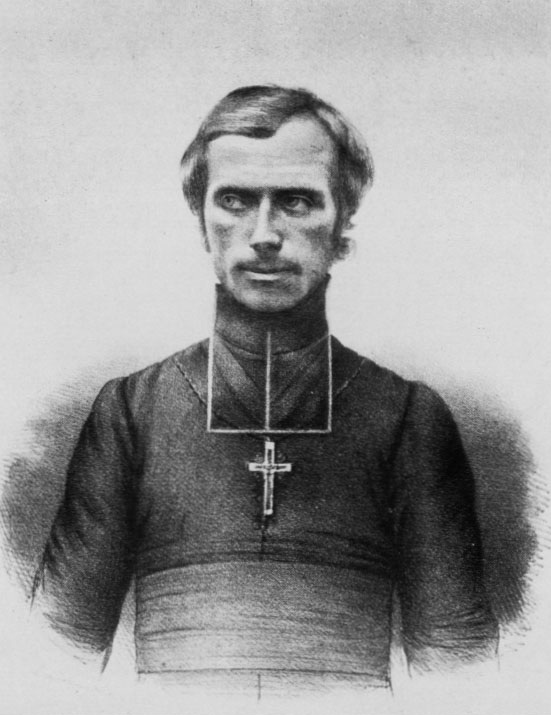
لوئیس دزی مایگر کشیش و گسترش دهنده مذهب کاتولیک رومی در پوناپی

شیوع آبله در سال ۱۸۵۴ باعث کاهش چشمگیر جمعیت پوهنپئی شد.
در هنگام جنگ داخلی آمریکا برای مقابله با مسدود شدن بندرها توسط دولت ایالات متحد آمریکا، نیروی دریایی ایالات مؤتلفه آمریکا کشتی‌های بازرگانی آمریکایی را بازرسی می‌کرد. در یکم آوریل ۱۸۶۵ سی‌اس‌اس شنندوا شکارچیان نهنگ آمریکایی را در پوهنپئی گیر انداخت و همه آنها را نابود کرد. پادشاه پوهنپئی «نانانیریکی» از این ضربه وارده بسیار خوشحال شد.

### فرمان‌روایی اسپانیایی‌ها
در ۱۸۸۶ اسپانیایی‌ها بر جزایر کارولین که به عنوان بخشی از هند شرقی اسپانیا شناخته می‌شد ادعای مالکیت کرده و آغاز به اجرای قوانین دولتی خود در پوهنپئی کردند. آنها شهر «سانتیاگو د لا آسِنسیون» را ساختند که امروز «کولونیا» نامیده می‌شود (که از Colonia یا Colony گرفته شده است). اسپانیایی‌ها چندین ساختمان دولتی مانند قلعه، کلیسا، و مدرسه ساختند. همچنین راهِبان «کاپوچین اسپانیایی» از مانیل به پوهنپئی فرستاده شدند تا مسیحیت کاتولیک را گسترش دهند. پس از پایان جنگ آمریکا و اسپانیا در ۱۸۹۸ امپراتوری استعماری آلمان جزایر کارولین را به همراه جزایر ماریانا (به جز گوآم) در ۱۸۹۹ از امپراتوری اسپانیا خرید. چهار سال پس از آن نیز جزایر مارشال را به قیمت هفده میلیون مارک طلایی آلمان خرید. در آن زمان، جنگ نیروهای اسپانیایی با مردم بومی خونین‌تر هم شده بود. به گونه‌ای که ۳۰۰ نفر اسپانیایی جان داده بودند.

### فرمانروایی آلمان‌ها و اصلاحات ارضی
در هنگام حضور امپراتوری استعماری آلمان در پوهنپئی، تغییر بنیادی در مالکیت زمین در سراسر جزایر کارولین پیش آمد. سامانه ارباب‌رعیت در ۱۹۰۷ لغو شد و به جای مالکیت چند شخص خاص بر زمین‌ها مالکیت زمین‌ها به مردم عادی بخشیده شد. این کار باعث کاهش قدرت رئیس قبیله‌ها شد و تنها بر پایه قدرت و احترام سنتی، نخستین برداشت محصول به آنها داده می‌شد؛ بنابراین مالیات از صاحبان زمین‌ها گرفته شد. اما آنها باید به جای پرداخت مالیات، سالی ۱۵ روز در پروژه‌های عمومی چون ساخت اسکله، راه، و مانند آن کار می‌کردند. این شیوه کار به جای پرداخت مالیات به شورش سوکس انجامید که با نافرمانی در ساخت راه در جزیره سوکس آغاز شد. در ادامه به کشتن ۹ نفر و درگیری‌های بعدی محاکمه ۳۶ شورشی سوکسی، اعدام ۱۵ شورشی، و تبعید دیگران به بابلدائب در جزایر پالائو آلمان انجامید.
سرشماری آلمان‌ها در سال‌های ۱۹۱۱–۱۹۱۲ نشان داد که ۳٬۱۹۰ پوهنپئیایی، ۵۸۵ کارولینای مرکزی، و ۲۷۹ ملانزیایی در پوهنپئی زندگی می‌کنند. به دلیل توفان‌های ویرانگر، بسیاری از ساکنان دیگر جزیره‌ها (به ویژه از جزیره سوکس) به پوهنپئی کوچ کردند. یک سرشماری ویژه در اواخر سال ۱۹۴۷ میلادی نشان داد که از ۵٬۶۲۸ ساکن پوهنپئی، ۴٬۴۵۱ نفر پوهنپئیایی و ۱٬۱۷۷ نفر دیگر بومی دیگر جزیره‌های اقیانوس آرام هستند. در ۱۹۶۳ جمعیت پوهنپئی به نزدیک ۱۰٬۰۰۰ نفر رسید.

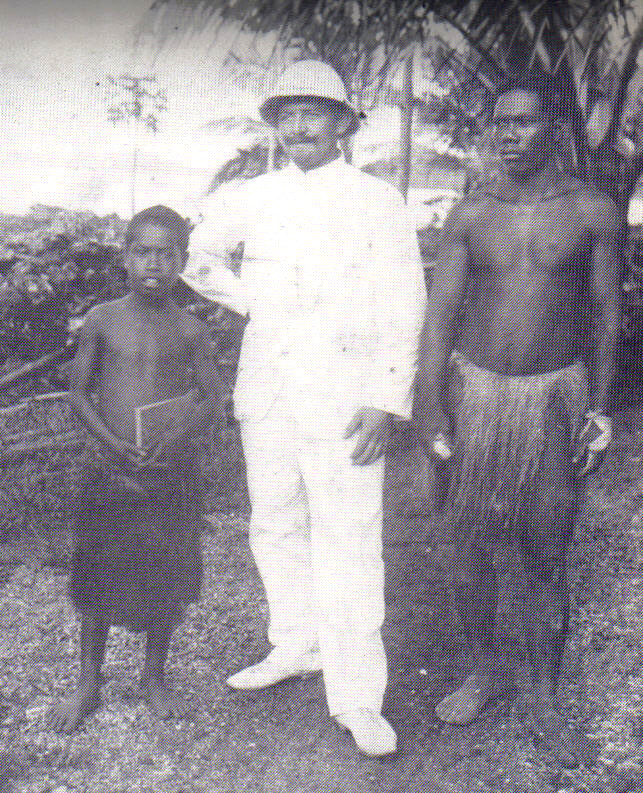
«کارل کامارایش» از نیروهای امپراتوری استعماری آلمان که از ۱۸۹۹ تا ۱۹۱۴ در جزیره‌های سِنیاوین حضور داشتند. نگاره بین سال‌های ۱۹۰۵ تا ۱۹۱۰ میلادی گرفته شده است.

### فرمانروایی ژاپنی‌ها
پس از جنگ جهانی اول بر پایه پیمان ورسای امپراتوری ژاپن قیمومت و کنترل همه مستعمره‌های بالاتر از استوا شامل جزایر کارولین، جزایر مارشال (به غیر از گوآم آمریگا)، جزایر ماریانا، و خلیج کیاچو را بدست آورد. در سال‌های پس از آن و در هنگام جنگ جهانی دوم ارتش امپراتوری استعماری ژاپن، نیروهای هوایی و دریایی بسیاری را در این منطقه مستقر کرد. اما نیروی دریایی ایالات متحده آمریکا بین ۱۹۴۳ تا ۱۹۴۵ این منطقه را به تصرف خود درآورد.
در این هنگام کشتی‌های جنگی بسیاری مانند یواس‌اس ماساچوست (بی‌بی-۵۹)، یواس‌اس آلاباما (بی‌بی-۶۰)، یواس‌اس آیووا در پوهنپئی پهلو گرفتند یا مانند یواس‌اس کاوپنز (سی‌وی‌ال-۲۵) به پوهنپئی حمله کردند.

### پس از جنگ جهانی دوم
پس از پایان جنگ، کشتی‌های آمریکایی، ژاپنی‌های باقی مانده را به کشورشان بازگرداندند. در سال ۱۹۴۷ آمریکا مدیریت قلمرو تراست جزایر اقیانوس آرام را به دست گرفت.
در سال ۱۹۸۶ ایالات فدرال میکرونزی استقلال خود را از آمریکا بدست آورد.

## جمعیت‌شناسی
جمعیت ایالت پوهنپئی در سال ۲۰۱۰ نزدیک به ۳۴٬۰۰۰ نفر بود. در حالیکه بسیاری از ساکنان پوهنپئی، خود را پوهنپئیایی می‌دانند گوناگونی نژادی در پوهنپئی بیشتر از هر جزیره دیگر در ایالات فدرال میکرونزی است. دلیل این تنوع، یک سده استعمارگری خارجی و کوچ و زندگی مردمی از اسپانیا، آلمان، ژاپن، کامورو، فیلیپین، آمریکا، استرالیا، و دیگر کشورهای غربی و همچنین پایتخت کشور بودن پوهنپئی است؛ زیرا صدها نفر از مردم سه ایالت دیگر یاپ، چوک، و کوسرائی در دولت مرکزی آن کشور کار می‌کنند.

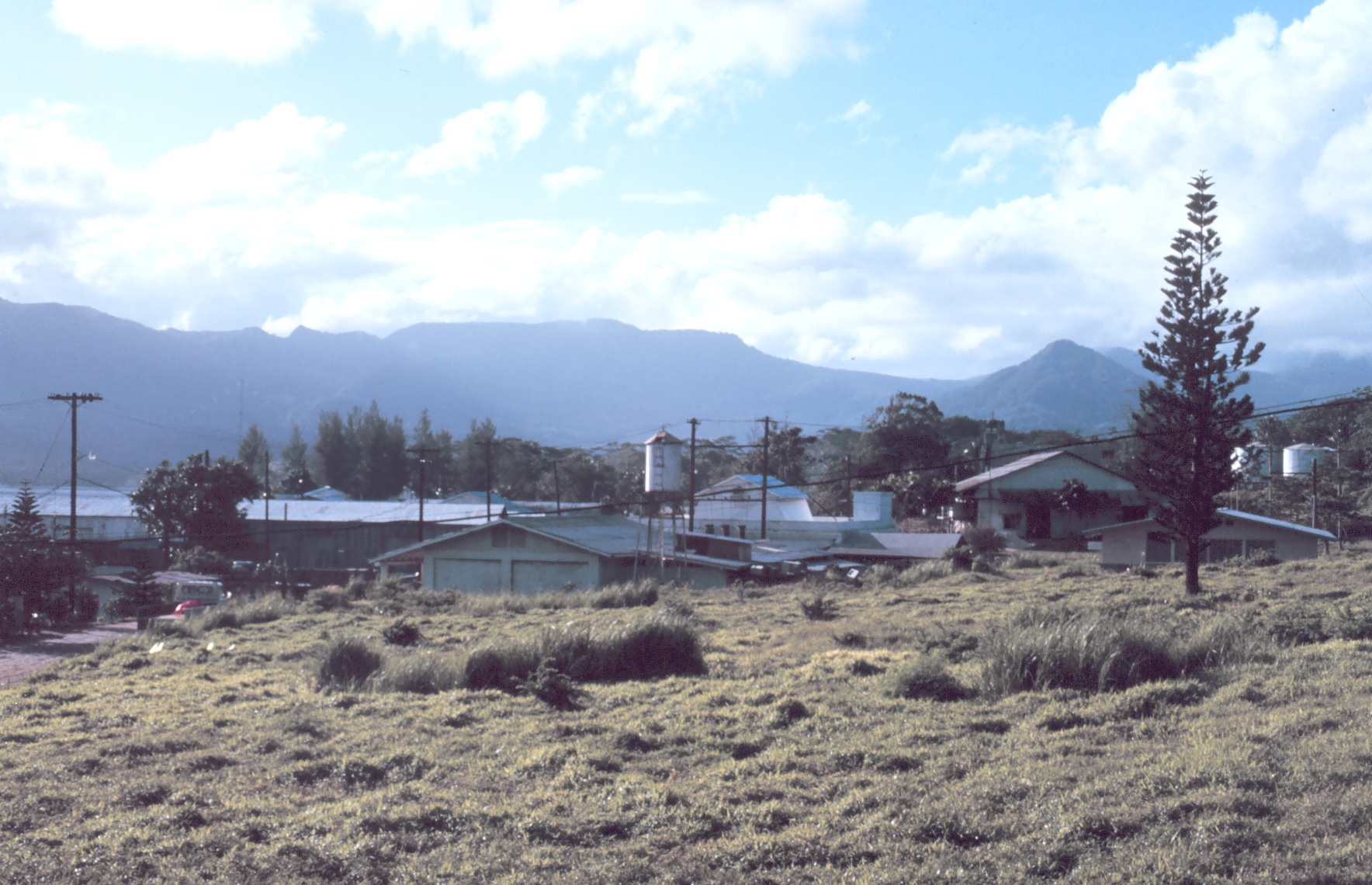
میان پوناپی در سال ۱۹۶۰ میلادی

## زبان
زبان پوناپیایی و گویشهای آن زبان رایج در پوهنپئی است. زبان رسمی در ایالات فدرال میکرونزی زبان انگلیسی است.
در فرودگاه بین‌المللی پوناپی تابلوها به زبان‌های پوهنپئیایی، انگلیسی، و ژاپنی نصب شده‌اند.

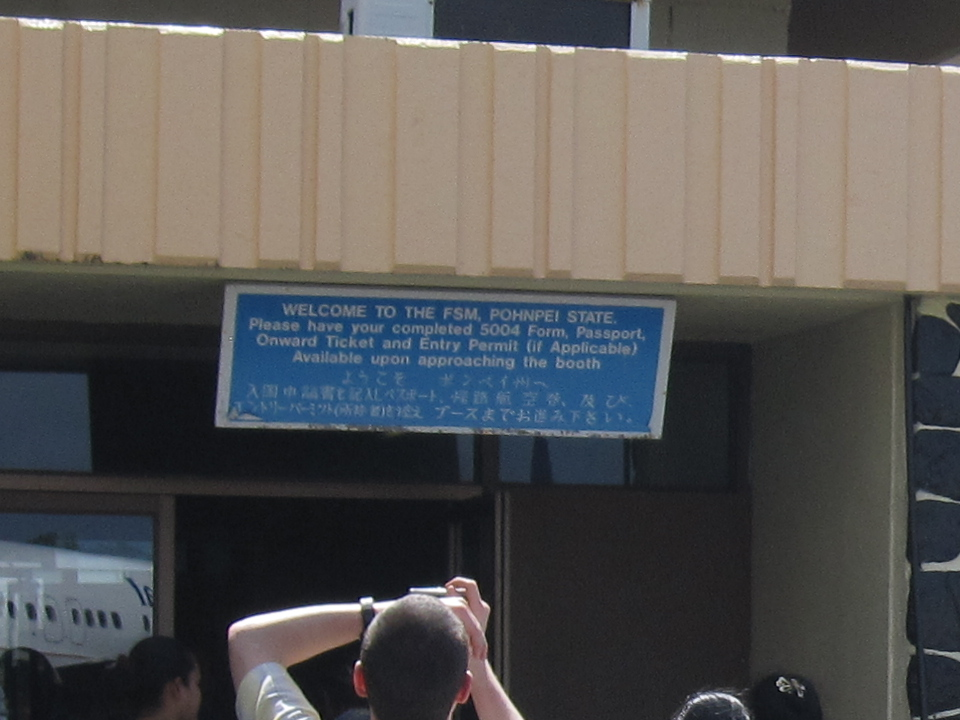
تابلوهای فرودگاه بین‌المللی پوناپی به زبان‌های انگلیسی و ژاپنی

## تقسیمات کشوری
فهرست شهرداری‌های ایالت پوهنپئی:
- کیتی در جنوب باختر آب‌سنگ حلقوی آنت
- کولونیا در شمال
- مادولینیم در خاور
- نت (جزیره اصلی، شمال/مرکز، که در گذشته پایتخت ایالت، کولونیا در ساحل شمالی را نیز در بر می‌گرفت)
- سوکس در شمال باختر که آب‌سنگ حلقوی پاکین، پایتخت کشور، پالیکیر را هم در بر می‌گیرد.

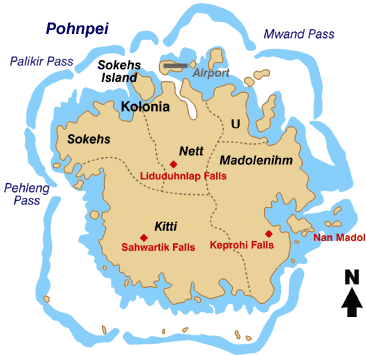
نقشه منطقه‌های شهرداری در جزیره پوناپی

- یو در شمال خاور

## ترابری
فرودگاه بین‌المللی پوناپی با کد (یاتا: PNI، ایکائو: PTPN) در نزدیکی کولونیا و در جزیره کوچکی به نام «دِکِتیک» در ساحل شمالی جزیره اصلی قرار دارد.

## در داستان‌ها
نویسندگان زیادی از جمله اچ. پی. لاوکرفت در چند داستان کتاب «کتولو متس» خود به پوهنپئی اشاره کرده‌اند. لاوکرفت و هازل هلد در داستان «بیرون از ابدیت» خود از ویرانه‌های نان مدال الهام گرفته‌اند. در بازی ویدیویی ندای وظیفه: بلک اپس ۳ نیز به پوهنپئی اشاره شده است.

## آموزش و پرورش
وزارت آموزش و پرورش ایالت پوناپی مدرسه‌های دولتی زیر را مدیریت می‌کند:

### مدرسه‌های دولتی[۲۵]
- دبیرستان یادبود نانپی با نام دیگر دبیرستان کیتی
- دبیرستان مادولینیم
- دبیرستان بیلی اولتر با نام‌های پیشین مدرسه مرکزی جزیره پوهنپئی و مدرسه مرکزی جزایر اقیانوس در کولونیا

### مدرسه‌های خصوصی
- فرهنگستان مسیحی کالواری در کولونیا[۲۵]
- دبیرستان مسیحی اوا در مادولینیم[۲۵]
- دبیرستان کاتولیک بانوی ما رحمت (میکرونزی) در کولونیا[۲۶]
- دبیرستان ادونتیست روز هفتم در کولونیا[۲۵]